# ای-مارت
ای-مارت (به انگلیسی: E-mart) شرکت خرده‌فروشی کره‌ای است، که با در اختیار داشتن شبکه‌ای از ۱۴۰ شعبه در کره جنوبی و ۲۷ شعبه در چین، مالک بزرگترین شبکه فروشگاه‌های زنجیره‌ای خرده‌فروشی در کشور کره می‌باشد.
شرکت ای-مارت در سال ۱۹۹۳ پس از خریداری شعبه‌های وال‌مارت در کره جنوبی، توسط لی میونگ-هی تأسیس شد و در حال حاضر به‌عنوان شرکت تابعه‌ای از گروه شینسگائه فعالیت می‌کند.
دفتر مرکزی این شرکت در شهر سئول، کره جنوبی قرار دارد و بخشی از سهام آن در بازار بورس کره معامله می‌شود.